# エド・ミリバンド
エドワード・"エド"・サミュエル・ミリバンド（Edward "Ed" Samuel Miliband, 1969年12月24日 - ）は、イギリスの政治家。労働党所属の庶民院議員（6期）、エネルギー安全保障・ネットゼロ大臣（第3代）。
ランカスター公領大臣、内閣府担当大臣、市民社会担当大臣、エネルギー・気候変動大臣（初代）、労働党党首（第17代）を歴任した。

## 来歴

### 生い立ち
ミリバンドの両親は共にポーランドにルーツに持つユダヤ人の移民で、1969年12月24日、ロンドンのセント・パンクラスで生まれた。父親のラルフ・ミリバンドはポーランド系ユダヤ人の貧しい労働者夫婦の息子としてベルギーのブリュッセルで生を受けたが、第二次世界大戦の混乱の中でイギリスに亡命し帰化をしたマルクス経済学者・政治学者であった。一方、1950年代にイギリスへ移住した母親のマリオン・コザックは、ポーランドの工場経営者の娘として子供時代は裕福な生活をしていたが、第二次世界大戦時にホロコーストの中で修道院で匿われて生き残った経験を持つユダヤ人である。彼は、オックスフォード大学のコーパス・クリスティ・カレッジと、父親の母校であるロンドン・スクール・オブ・エコノミクスで教育を受けた。
1993年、エドは労働党の政治家ハリエット・ハーマンのスピーチライター、調査員となり、次の年には、「影の内閣」における財務大臣だったゴードン・ブラウンに同じく仕えた。2003年から2004年にかけては、サバティカル（研究のための休暇）をとり、政府の客員講師としてハーバード大学に通っている。

### 政府入り
エドは2005年5月の総選挙で庶民院議員に立候補、当選した。2006年5月5日の第3次ブレア改造内閣で、内閣府担当の政務次官に就く。
2007年6月28日、ブラウン内閣が発足すると、ランカスター公領大臣・内閣府担当国務大臣（前者は形式的な役職であり、内閣府の責任者である後者の役職とほぼ同じである）に任命された。なお、この内閣には兄のデイヴィッド・ミリバンドが外務大臣として入閣しており、兄弟そろっての入閣は、1938年にダービー伯爵家出身のエドワード・スタンリーとその弟オリヴァーが入閣して以来のことである。
入閣と同時に、ブラウン首相から次期総選挙に向けての労働党のマニフェスト作りも任されていた。ちなみに、デイヴィッドも1997年の総選挙の際、労働党のマニフェスト策定に関わっていた。最初の内閣改造では留任したが、2度目の内閣改造で新設されたエネルギー・気候変動大臣に転任し、第3次改造内閣でも引き続きエネルギー・気候変動大臣を務めた。

### 労働党党首
2010年5月の総選挙で労働党が敗北したことをうけて、ブラウンは党首辞任を表明した。同年9月の労働党党首選挙にはエドのほかに、前外相の兄デイヴィッド、前児童・学校・家庭担当相エド・ボールズ、前保健相アンディ・バーンハム、庶民院議員のダイアン・アボットが立候補した。党首選挙は得票率が最下位の候補者を落とす方式で行われ、3度目の投票まではいずれもデイヴィッドが1位、僅差でエドが2位となっていたが、決選投票でエドがデイヴィッドを逆転して当選した。その直後の9月28日にマンチェスターで開催された党大会において、2003年に当時の首相トニー・ブレアが決定したイラク開戦を「間違いだった」と明言した。
党首として政権奪還に挑んだ2015年5月の総選挙では、労働党は選挙前の世論調査で保守党と支持率が拮抗していたが、結果は地盤だったスコットランドの議席の殆どをスコットランド国民党(SNP)に奪われるなどしたために26議席を失って敗北した。エドは敗北の責任を取って党首辞任を表明した。

## 人物
少年時代に父の仕事の都合によりアメリカ合衆国マサチューセッツ州ボストンで暮らした経験があるため、イギリス人ながら最も好きなスポーツに野球を挙げている。好きなチームは、滞在していたボストンを本拠地とするボストン・レッドソックスであり、2013年10月にレッドソックスが勝てば優勝決定という試合を優位に進めている最中に「1986年や2003年を経験しているファンは、5回表の時点で優勝を祝ったりなんかしない」とTwitterでつぶやいたこともある。地元イギリスのスポーツでは、サッカーのリーズ・ユナイテッドAFCのサポーターである。

## 参照
1. ↑  At-a-glance: Tony Blair reshuffle 2006-05-05 BBC News
2. ↑  BBC NEWS | Politics | Brown unveils huge Cabinet revamp
3. ↑  “Ed Miliband is elected leader of the Labour Party” (英語).   BBC NEWS (2010年9月25日). 2010年9月26日閲覧。
4. ↑  Alan Jones, PA, "Ed Miliband: Blair 'wrong' on Iraq war," The Independent, September 28, 2010. 2015年4月4日閲覧。
5. ↑  英保守・労働党の支持率35％で拮抗、7日総選挙＝調査（ロイター 2015年5月6日 2015年5月8日閲覧）
6. ↑  Labour election results: Ed Miliband resigns as leader（BBC NEWS 2015年5月8日 同日閲覧）
7. 1 2  Mirror.co.uk, "Ed Miliband revealed: At home with the Labour leader and his family," Mirror Online, December 21, 2011. 2015年4月4日閲覧。